# Су Маньшу
Су Маньшу (кит. трад. 蘇曼殊, упр. 苏曼殊, пиньинь Sū Mànshū, псевдоним и монашеское имя; имя при рождении Су Цзянь, второе имя Су Сюаньин) (28 сентября 1884 года, Иокогама, Япония — 2 мая 1918 года, Шанхай, Китайская Республика) — китайский писатель и переводчик, художник, общественный деятель, журналист, педагог. Буддийский монах, участвовал в революционных событиях начала XX века, писал статьи для оппозиционных газет «Гоминь жибао» и «Чжунго жибао».

## Имена
| Имена         | Имена      | Имена            | Имена         |
| ------------- | ---------- | ---------------- | ------------- |
|               | имя        | второе имя       | духовное имя  |
| Трад.         | 蘇戩       | 蘇玄瑛           | 蘇曼殊        |
| Упрощ.        | 苏戬       | 苏玄瑛           | 苏曼殊        |
| Пиньинь       | Sū Jiǎn    | Sū Xuányīng      | Sū Mànshū     |
| Уэйд-Джайлз   | Su1 Chien³ | Su1 Hsüan²-ying1 | Su1 Man4-shu1 |
| Палл.         | Су Цзянь   | Су Сюаньин       | Су Маньшу     |
| Китайское имя |            |                  |               |

## Биография
Сын китайского купца, жившего в Японии, и его японской служанки. Проведя первые годы в унижении в семье приёмного отца, в 1889 году он был отправлен на родину отца, в Гуандун (Китай), тогда как его мать осталась в Японии. Здесь он учился в сельской школе, затем два года в Шанхае, после чего с 1898 года продолжил обучение в школе, основанной Кан Ювэем. В 1902 году Су Маньшу приехал в Токио, где стал участником трёх китайских студенческих революционных кружков. В одном из кружков он познакомился с Чэнем Дусю. Считается, что именно Чэнь Дусю научил Су Маньшу классическому китайскому стихосложению.
В 1903 году Су Маньшу приехал в Шанхай и присоединился к революционному движению. Он стал активным публицистом, что было его сознательным вкладом в дело революции. В этот период он делает перевод «Отверженных» Виктора Гюго, куда вводит придуманного им самим персонажа, критикующего китайские традиции (например, бинтование ног).
Одновременно Су Маньшу искал себя в китайском буддизме, впитавшем и подпитывавшем социалистические, анархические, националистические и революционные веяния времени. Он принимал монашество трижды: в возрасте 12 лет, в 1899 и 1903 годах. Его имя Маньшу было присвоено ему при принятии монашества: это китаизированная форма имени бодхисаттвы Манджушри. В 1904—1912 он много путешествовал по Китаю и буддийским странам, в том числе был в Индии и на Яве.
В 1908 году он увлёкся поэзией Джорджа Байрона, произведения которого активно переводил на китайский язык. Это привело его к переводам произведений других европейских романтиков. Эти переводы принесли ему, в отличие от искажённого Гюго, положительную репутацию. Сам Су Маньшу начал провозглашать себя «китайским романтиком», что было данью увлечению английским романтизмом, при том что его произведения несут на себе отпечаток более современных ему веяний викторианской литературы.
В 1908—1909 Ян Вэньхуэй ангажировал его преподавать английский и санскрит в своём буддийском центре в Нанкине. После революции 1911 года Су Маньшу на некоторое время осел в Шанхае и занялся литературным трудом. Он дебютировал в прозе с незаконченной автобиографической повестью «Одинокий лебедь» (1912; русский перевод 1971, наиболее известное произведение писателя) о трагической любви молодого буддийского монаха. Сходные сюжеты характерны для его новелл «Вишнёвый тюль», «Сабля», «Сломанная шпилька», «Это не сон». Этими пятью произведениями ограничивается его вклад в художественную прозу. Сознательно преследуя цель самовыражения, Су Маньшу увлечённо описывал сложные любовные и родственные отношения, также находя место для выражения социальной критики.
Су Маньшу владел санскритом, японским, английским, французским языками. Перевёл на китайский «Шакунталу» Калидасы, а на английский — китайскую классическую поэзию. Участвовал в составлении словарей. Был также известен как художник стиля гохуа.
По преданию, он умер, съев 60 пельменей на спор. Его последними словами были: «Лишь состарившаяся мать на восточных островах в моих мыслях. „Все живые существа“ меня нисколько не волнуют».

## Деятельность
Стихи Су Маньшу отмечены грустью и лиризмом. Однако в своё время он выделялся раскрытием в творчестве чувственной стороны, что было новостью для литературы Китая и создало моду на менее замкнутое поведение среди революционеров; демонстративно вольный образ жизни нарушал имперские законы морали, однако находил соответствие в образе жизни интеллектуалов прежних эпох. Чувственная сторона включает подчёркивание привлекательности революционеров для красивых женщин. Развёрнутые описания блюд не имеют аналогов в литературе других революционных писателей. 
Благодаря своим литературным дарованиям, переводам, познаниям и образу жизни он стал культовой и легендарной фигурой в молодёжных окололитературных кругах. Он стал предшественником и предвестником революции 1917 года в китайской литературе.

## Дань памяти
- В 1987 году в Ёкохама Тюка Гакуин, где в ранней молодости Су Маньшу учился 4 года, китайская диаспора установила мемориальную доску в его честь, с известным стихотворением «Флейта сякухати».